# 盧安果國家公園
盧安果國家公園（法語：Parc national de Loango）是西非國家加蓬的國家公園，位於該國西部，佔地1,550平方公里，海岸線長度逾100公里，是觀賞座頭鯨和殺人鯨的理想地點，在2002年成立。 

## 外部連結
- Wildlife Conservation Society （页面存档备份，存于）
- Virtual Tour of the National Parks